# Lhota (ort i Tjeckien, Zlín)
Lhota är en ort i Tjeckien.   Den ligger i regionen Zlín, i den östra delen av landet, 250 km öster om huvudstaden Prag. Lhota ligger 346 meter över havet och antalet invånare är 782.
Terrängen runt Lhota är platt åt sydväst, men åt nordost är den kuperad.Runt Lhota är det ganska tätbefolkat, med 62 invånare per kvadratkilometer. Närmaste större samhälle är Zlín, 8,0 km nordost om Lhota. I omgivningarna runt Lhota växer i huvudsak blandskog.